# Dicranomyia (Dicranomyia) melanocera
Dicranomyia (Dicranomyia) melanocera is een tweevleugelige uit de familie steltmuggen (Limoniidae). De soort komt voor in het Neotropisch gebied.